# Hypocoprus
Hypocoprus är ett släkte av skalbaggar som beskrevs av Victor Ivanovitsch Motschulsky 1839. Hypocoprus ingår i familjen fuktbaggar.
Släktet innehåller bara arten Hypocoprus latridioides.